# Martellivirales
Ordre
Les Martellivirales sont un ordre de virus qui comprend sept familles reconnues par l'ITCV.
Le nom de l'ordre, « Martellivirales », est un hommage à Giovanni Paolo Martelli (1935–2020), agronome et virologue italien qui s'est notamment investi dans la taxonomie des virus.

## Liste des familles
Selon NCBI (20 janvier 2021) :
- Bromoviridae
- Closteroviridae
- Endornaviridae'
- Kitaviridae
- Mayoviridae
- Togaviridae
- Virgaviridae